# Masdevallia bulbophyllopsis
Masdevallia bulbophyllopsis es una especie de orquídea epífita originaria del sudoeste de Ecuador.

## Descripción
Es una orquídea con esbelto tallo, erguido y envuelto basalmente por 2-3 vainas tubulares y con una sola hoja apical, fina, estrechamente elíptica, subaguda que se estrecha gradualmente abajo en la base y peciolada. Florece en una inflorescencia laxa de 4 15 cm de largo, con 4 a 6 flores que se abren al mismo tiempo y se mantienen muy por encima de las hojas.

## Distribución y hábitat
Se encuentra en Ecuador, en altitudes de 1800 a 2700 metros metros

## Sinonimia
- Spilotantha bulbophyllopsis (Kraenzl.) Luer[1]